# John Hughes-Hallett
Pour les articles homonymes, voir Hallett.
John Hughes-Hallett 1er décembre 1901 – 5 avril 1972, est un militaire britannique.

## Biographie
Hughes-Hallett est né en décembre 1901, dans une famille de militaires. Son père était le colonel Wyndham Hughes-Hallett, sa mère est Clémentine Loch. Ils étaient assez âgés à 56 et 48 ans, respectivement, à l'époque de sa naissance.
Hughes-Hallett a eu une brillante carrière dans la Royal Navy, en commençant comme aspirant sur le HMS Lion, mai 1918.
Durant la Seconde Guerre mondiale, il sert durant la campagne de Norvège en 1940, sur le HMS Devonshire.
Hughes-Hallett a joué un rôle important durant le débarquement de Dieppe. Il a participé à la planification du raid et était le commandant de la marine pendant le raid sur Dieppe en 1942.
Lors d'une réunion après le raid sur Dieppe, il a déclaré que si un port ne peut pas être capturé, la Manche ne pouvait être traversée. Bien que cela a été accueillie avec dérision à l'époque, le concept de ports a commencé à prendre forme lorsque Hughes-Hallett a travaillé avec état-major naval pour la planification de l'opération Overlord.
Hughes-Hallett devient commandant de la force d'assaut sous la Manche et chef d'état-major naval de 1942 à 1943.
Le 1er mai 1943, Hughes-Hallett est remplacé par l'amiral Philip Vian à la tête de la Direction Marine au Commandement suprême allié.
Il sert comme capitaine du HMS Jamaica à partir de décembre 1943.
Après la guerre, il assure le commandement du « HMS Vernon », établissement naval basé à terre, de 1946 à 1948. Il a commandé le HMS Illustrious de 1948 à 1949.
Hughes-Hallett prend sa retraite de la Royal Navy en 1954 avec le grade de vice-amiral.
S’engageant en politique, il est candidat conservateur au parlement. Élu une première fois en septembre 1954, il sert comme député de Croydon, jusqu'à l'élection de 1964. Il est représentant britannique au Conseil de l'Europe entre 1958 et 1960 et secrétaire parlementaire du ministère des Transports pour la construction navale de 1961 à 1964. Au parlement de 1958 à 1959, il a dirigé son projet de loi sur la circulation routière.
À la fin des années 1960, il a subi un grave accident vasculaire cérébral. Dans ses dernières années, il a vécu près d'Arundel, dans le Sussex, en Angleterre et mourut en 1972. Il ne s'est jamais marié. Son frère, Sir Charles Hughes-Hallett était amiral. Il a rédigé ses mémoires, mais ils n'ont pas encore été publiés.